# Virus de la fiebre hemorrágica de simios
El virus de la fiebre hemorrágica de simios o por su acrónimo en inglés SHFV, es un virus altamente  patogénico en primates.  Es un virus con ARN positivo en hebras, clasificado en la familia Arteriviridae.

## Huéspedes
Se considera que en la especie Erythrocebus patas se concentra el huésped natural del virus. Cerca del 50% de los monos patas tienen anticuerpos para el virus, mientras que en otros simios su prevalencia es mucho menor, como sería en el vervet Chlorocebus pygerythrus y en babuínos del género Papio. En macacos, sin embargo, la infección vírica puede resultar en una enfermedad severa aguda con alta mortalidad.

## Síntomas
Generalmente transcurre como una infección asintomática del virus, pudiendo presentarse en monos patas, vervet, babuínos, aunque prevalece primariamente en monos patas (Erythrocebus patas ).  La infección tiene una rápida instalación con el desarrollo de fiebre alta,  edema facial, cianosis, anorexia, melena, y pueden arrancar con hemorragias cutáneas, subcutáneas, y a niveles retrobulbares.  Puede desarrollar trombocitopenia pronto.  El óbito usualmente ocurre dentro de los 10-15 días luego que aparecieron los primeros síntomas.